# Aleksandar Madžar
Aleksandar Madžar, né le 31 mai 1968 à Belgrade (Yougoslavie), est un pianiste serbe.

## Biographie
Aleksandar Madžar étudie d'abord le piano avec Gordana Malinović, Arbo Valdma et Elisso Virssaladze à Belgrade et Moscou, puis avec Edouard Mirzoian au Conservatoire de Strasbourg et à Bruxelles avec Daniel Blumenthal. Il est depuis professeur au Conservatoire royal de Bruxelles et à la Hochschule für Musik und Theater de Hambourg.
Madžar reçoit le 3e prix au XIIe concours de Leeds, en 1996 et Gerald Larner du Times le décrit comme « le musicien le plus imaginatif parmi les finalistes de 1996 ». Le concours de Leeds le propulse sur la scène britannique où il  devient également un soliste recherché notamment par le Royal and BBC Philharmonics, le BBC Scottish Symphony, le Scottish Chamber Orchestra et le BBC National Orchestra of Wales, ainsi que dans toute l'Europe et l'Asie. Il travaille avec Paavo Berglund, Ivan Fischer, Paavo Järvi, Carlos Kalmar, John Nelson, Libor Pesek, André Previn, Andris Nelsons et Marcello Viotti.